# Кошкине (Курська область)
Кошкине (рос. Кошкино) — село в Дмитрієвському районі Курської області Російської Федерації.
Населення становить 1 особу. Входить до складу муніципального утворення Первоавгустовська сільрада.

## Історія
Населений пункт розташований на території українського етнічного та культурного краю Східна Слобожанщина.
Від 2004 року входить до складу муніципального утворення Первоавгустовська сільрада.

## Населення
| 2002 | 2010 |
| ---- | ---- |
| 24   | ↘1   |